# Trine Mortensen
Trine Elise Wacker Mortensen (* 14. September 1994 in Roskilde, Dänemark) ist eine dänische Handballspielerin, die beim dänischen Erstligisten HØJ Håndbold unter Vertrag steht.

## Karriere

### Im Verein
Mortensen erlernte das Handballspielen in der Jugendabteilung von HØJ Håndbold. Im Jahr 2015 schloss sich die Außenspielerin TMS Ringsted an, mit deren Damenmannschaft sie in der 1. division, der zweithöchsten dänischen Spielklasse, antrat. Im Jahr 2019 wurde sie vom schwedischen Erstligisten IK Sävehof verpflichtet. Mit Sävehof gewann sie 2022 die schwedische Meisterschaft. Anschließend wechselte sie zum dänischen Erstligisten Ikast Håndbold. Mit Ikast gewann sie 2023 die EHF European League. Im Sommer 2024 kehrte sie zu HØJ Håndbold zurück. Mit HØJ stieg sie 2025 in die Damehåndboldligaen auf.

### In der Nationalmannschaft
Mortensen gab am 29. September 2022 ihr Länderspieldebüt für die dänische Nationalmannschaft. Bislang bestritt sie drei Länderspiele, in denen sie fünf Treffer erzielte.